# Chata Prašivá
Chata Prašivá je turistická chata, která stojí na hoře Prašivá v Moravskoslezských Beskydech od roku 1921 a je v majetku Klubu českých turistů.

## Obecné informace o lokalitě
Hora Prašivá v Moravskoslezských Beskydech byla po staletí významným poutním místem. Vděčí za to dřevnému kostelíku z roku 1640, zasvěcenému sv. Antonínovi Paduánskému. Od té doby se na Prašivé konaly mše a poutě. Od roku 1891 se k nim přidala shromáždění – tábory lidu. Na tato shromáždění přicházeli řečnit i takové osobnosti jako například poslanci zemského sněmu slezského. Poutě a tábory lidu přitahovaly obyvatelstvo z dalekého okolí a těšily se mimořádné návštěvnosti. Historické prameny zmiňují až 8 000 lidí na shromáždění. Přicházeli Moravané, Slezané, Češi, Slováci z Uher i Poláci.
Skutečnost, že na Prašivé stojí od roku 1921 turistická chata, je výsledkem snahy českých vlastenců a místních patriotů, kteří tím čelili expandujícímu německému spolku „Beskidenvereinu“. V prvopočátcích organizované beskydské turistiky na sklonku 19. století započali Němci s budováním turistických útulen. Zatímco provozovali horské chaty na Lysé hoře, Bílém Kříži, Javorovém, Čantoryji a jinde, Češi se scházeli po hospodách v podhůří. Je nutné podotknout, že Němci měli v tomto směru daleko větší podporu a pochopení jak u úřadů, tak majitelů pozemků, než Češi.

## První myšlenky na zbudování chaty
Myšlenka budování českých turistických chat se poprvé zrodila ve vlasteneckém spolku Snaha v Těšíně. Prvními propagátory české organizované turistiky na Těšínsku byli MUDr. Augustin Peter, Vít Vantuch a farář Jan Ježíšek. V průběhu roku 1895 se v Těšíně utvořila Turistická jednota. Záhy poté byl na Morávce založen Beskydský spolek. Oba spolky započaly s vyznačováním prvních cest, zajišťováním noclehů a zpracovávaly pokyny pro horskou turistiku. Dalšími iniciátory turistiky ve zmíněné části Beskyd se stali Dr. Sláma, těšínský soudce, státní návladní Konvalinka, soudce Šimeček, advokát Dr. Kordač a redaktorka pí. Čížková.
O založení českého turistického spolku bylo rozhodnuto při příležitosti pořádání hospodářské a průmyslové výstavy konané v Dobré v roce 1910. Ještě téhož roku, tedy 1. září byla svolána první schůzka Beskydské jednoty slezské se sídlem v Raškovicích. Jejím předsedou byl zvolen továrník Josef Adámek, raškovický starosta. Jednota si kromě jiného stanovila za hlavní cíl, že na Prašivé vybuduje turistickou chatu. Prosadila tak deset let zamýšlený záměr Dr. Kordačem, který bezúspěšně jednal v roce 1899 o zakoupení pozemku na Prašivé s jeho majitelem Velčovským. Potřebnou parcelu v blízkosti kostelíka se zdařilo odkoupit až v roce 1912.

## Výstavba chaty
První plán horského objektu vypracoval architekt Joža Dvořák. Náklady na stavbu neměly přesáhnout 23 000 rakouských korun. Výstavba však nebyla započata. Vypukla první světová válka a většina aktivistů odešla na frontu. Krátce po válce, po vzniku ČSR jednota přesídlila z Raškovice do Frýdku. Dne 17. prosince 1919 se sešlo 19 členů, tito změnili dosavadní stanovy a zvolili nový výbor. Zároveň byl zvolen nový předseda jednoty, která nesla od tohoto data název Pobeskydská jednota slezská. Předsedou se stal JUDr. Jan Valeček, dřívější přednosta okresního soudu, pozdější vrchní soudní rada v Moravské Ostravě, a nakonec předseda vrchního soudu v Brně. Jan Valeček byl nadšeným turistou a lyžařem. Byl to právě on, kdo znovu inicioval výstavbu již zmíněné turistické chaty na slezské straně Beskyd, na Prašivé, neboť tam byl k dispozici potřebný pozemek. Známý místecký stavitel Jaro Čermák vyhotovil nový projekt chaty. Stavba byla zahájena 11. dubna 1921 a již na podzim 2. října téhož roku předali objekt k užívání. Je neuvěřitelným, že chata v hodnotě 273 300 korun byla postavena za půl roku. O její výstavbu se zasloužily kromě okolních obcí a peněžních ústavů a státních lesů také soukromé osoby a stovky drobných dárců. Prezident Masaryk, člen Pohorské jednoty Radhošť přispěl 5 000 korunami. Prvním nájemcem chaty se stal známý osvědčený hostinský pan Tesárek.

## Provoz chaty
Pobeskydská jednota slezská byla v roce 1923 začleněna do Klubu Československých turistů (KČST) a turistická chata na Prašivé se tím stala jeho majetkem. Kupní smlouvou ze dne 3. března 1922 bylo oficiálně doloženo vlastnictví nemovitost. Dalším dokladem se stává Úřední osvědčení z roku 1938. V listopadu téhož roku připadl objekt po záboru Těšínska Polákům. Následující rok, od září 1939 do května 1943 chatu pro změnu zabrali Němci s vyloučením veřejnosti. Po Únoru 1948 byl spolek začleněn do tzv. Sjednocené tělovýchovy. Jinými slovy, byl zrušen a chata zabrána státem, který pak nevěděl, jak s získaným objektem naložit.
V roce 1950 byla chata Rozhodnutím KNV v Ostravě převedena na Československou obec sokolskou v Praze, dne 23. 7. 1953 pak rozhodnutím Státního výboru pro tělesnou výchovu a sport při vládě ČSR byla převedena na Vzlet, n. p. v Praze, v roce 1954 došlo v rámci národního podniku k převodu na Turistu, v roce 1958 pak k převodu na RaJ, podnik státního obchodu v Českém Těšíně a dne 30. 9. 1960 byla chata nakonec předána administrativní dohodou státnímu podniku Restaurace Frýdlant nad Ostravicí. Posledně jmenovaný státní podnik se po desetiletích užívání snažil zbavit zanedbané nemovitosti (po roce 1989), když tuto nabídl jednomu z bývalých zaměstnanců. Záměr se však nezdařil.

## Období po roce 1989
Po obnovení KČT a vydání nových stanov v roce 1990 byl znovu založen (1992) odbor KČT Frýdek-Místek jako nástupnický spolek Pobeskydské jednoty slezské. Jeho předsedou byl zvolen Lubomír Folwarczný, který po dvou letech rezignoval. Funkci předsedkyně převzala Vlasta Blizňáková. Odboru se po dvouletém soudním sporu podařilo získat turistickou chatu do vlastnictví KČT. Obnovený Klub českých turistů se v prvních stanovách přihlásil jednak zachování všeho pozitivního z turistického programu, co vzniklo v podivném mezidobí od jeho zrušení v r. 1948, a zároveň dostát odkazu předchozích zakladatelů původního spolku. Skupinka turistických nadšenců převážně značkařů, zjistila, že sice získala jistý majetek, ovšem zároveň tzv. danajský dar, o který je povinna pečovat. Dospěla k závěru, který nikoho nepřekvapil. Uplynulá desetiletí majitelé do chaty investovali minimálně, což mělo za následek zchátrání stavby. Aby byl provoz do budoucna možný, přistoupil odbor k systematickým finančně náročným opravám. Byla vybudována ČOV, zrekonstruováno sociální zařízení prvního patra, nově vybavená kuchyně, úprava ubytovacích pokojů včetně nových lůžek, oprava topného systému – nový komín, výměna poškozených radiátorů, oprava kotle, zbudování kanalizace pro odvod dešťové vody včetně nový okapů, doplnění původního stylového nábytku v restauračních místnostech, obnoven nátěr šindelového obložení chaty a postavení dřevěného stánku – bufetu pro venkovní občerstvení. Opravy se v roce 2008 dočkal i vycpaný medvěd (maskot chaty), který vítá hosty za dveřmi hlavního vchodu.